# Кашкин, Сергей Николаевич
Сергей Николаевич Кашкин (1799—1868) — декабрист.

## Биография
Происходил из дворянского рода Кашкиных. Отец — сенатор Николай Евгеньевич Кашкин (1768—1827), мать — Анна Гавриловна Бахметева (1777—1825). Сестра — Варвара.
Родился 17 (28) апреля 1799 года в Москве, в доме своего отца в приходе церкви Покрова Пресвятой Богородицы, что в Кудрине. Обучался он в родительском доме; в 1816 году слушал лекции в Московском университете по физике у профессора Двигубского, а в 1820 году, уже служа в Санкт-Петербурге, посещал лекции по «нравственной философии» профессора А. И. Галича.
В службу был записан, когда после Смоленского сражения армия Наполеона двигалась к Москве: с 15 августа 1812 года он стал урядником московского ополчения. Вступил в службу 20 мая 1817 года — подпрапорщиком в Угличский пехотный полк; портупей-прапорщик — с 1.10.1817. С 1 ноября 1817 года — в 38-м егерском полку, но уже 21 февраля 1818 года переведён обратно в Угличский полк — прапорщиком. Подпоручик — с 17.5.1819. Был переведён 20 сентября 1819 года в лейб-гвардии Павловский полк, где служил тогда его двоюродный брат Е. П. Оболенский. При выходе в отставку 24 сентября 1820 года он был произведён в поручики.
В 1823 году Оболенский предложил ему вступить в тайное общество и хотя Кашкин отказывался, Оболенский записал его в члены Северного тайного общества. До 1825 года Кашкин, живя в Москве, никого из членов общества не знал. В ноябре 1824 года он поступил на гражданскую службу с переименованием в губернские секретари — заседателем в 1-й департамент Московского надворного суда, где уже служил И. И. Пущин, который в начале 1825 года создал в Москве, в целях «содействия освобождению от крепостной зависимости дворовых людей» тайную организацию «Практический союз», на совещании которой Кашкин присутствовал.
Был арестован в Москве — 8 января 1826 года, доставлен 11 января в Петербург на главную гауптвахту, в тот же день переведён в Петропавловскую крепость («присылаемого Кашкина содержать строго по усмотрению»), в № 4 бастиона Трубецкого. На допросах утверждал, что «по обществу не действовал и впал в несчастное заблуждение, считая общество сие вздорным и пустым». Однако Кашкин, по-видимому, играл заметную роль во делах декабристов. Он знал о намерении Якубовича совершить покушение на жизнь Александра I; от Пущина получил конституцию Муравьева, привезённую тем в Москву в сентябре 1825 года. Когда Кашкин узнал о неудачном петербургском восстании, он тотчас сжёг текст конституции, а следователям позже заявлял, что «по недосугу» даже не читал её.
Высочайше было повелено (15.6.1826), продержав ещё 4 месяца в крепости, отправить на службу в Архангельск и ежемесячно доносить о поведении. В сопроводительном письме военного министерства архангельскому губернатору предписывалось «секретным образом доносить, какого он, Кашкин, ныне образа мыслей и каково себя ведет, наблюдать впредь за всеми действиями и поступками Кашкина, равно и за поведением так, чтобы он отнюдь не мог чувствовать над собой такого наблюдения, подробно извещать о сем с истечением каждого месяца для донесения государю императору». Кашкин 7 февраля 1827 года был зачислен на службу в канцелярию архангельского генерал-губернатора Миницкого.
В мае 1827 года умер отец Кашкина и он обратился с просьбой о переводе в Тульскую губернию, где находилось имение, за которым нужно было присматривать; 5 июля 1827 года просьба была удовлетворена, 21 июля он уволился из канцелярии Миницкого и выехал в Тульскую губернию. Вскоре, по ходатайству сестры ему было разрешено жить и в Калужской губернии, где находилась значительная часть его хозяйства; 9 декабря 1827 года Кашкин выехал в Калужскую губернию, поселился в родовом имении, в деревне Нижние Прыски, и занялся сельским хозяйством и практической агрономией.
В 1830 году ходатайство о разрешении въезда в Москву было отклонено; на докладе шефа жандармов 28 марта 1830 года появилась царская резолюция: «Таким образом из одного снисхождения к другому, меры не будет». Только спустя почти 5 лет, 28 декабря 1834 года ходатайство шурина декабриста, адъютанта великого князя Михаила Павловича А. А. Грессера, было удовлетворено, а 5 июня 1842 года он получил разрешение въезда и в Санкт-Петербург — «для подготовки сына к вступительным экзаменам в Царскосельский лицей». Но надзор за Кашкиным никогда не снимался. Когда в 1833 году Кашкин установил приятельские отношения с калужским гражданским губернатором Бибиковым, в столице был получен донос от тайного агента, который сообщал, что Кашкин и Бибиков часто посещают друг друга, несмотря на расстояние между их домами в 70 верст, и знакомство «превратилось между ними в некоторую связь». Была проведена проверка. Факты подтвердились. Кашкин имел неприятности, а губернатор попал под подозрение.
Жил Кашкин, в основном, в своём родовом имении селе Нижние Прыски Козельского уезда Калужской губернии, где и умер 7 (19) ноября 1868 года.
Женился 30 апреля 1828 года на Екатерине Ивановне Миллер (1806—1879), дочери педагога из Кронштадта. У них родились дети: Николай (1829—1914), Александр (1840—05.12.1883; генерал-майор, умер от чахотки в Мюнхене), Сергей, Мария и Надежда (1846—14.05.1847).